# Франко, Франсиско
Франси́ско Паули́но Эрменехи́льдо Тео́дуло Фра́нко Баамо́нде (исп. Francisco Paulino Hermenegildo Teódulo Franco Bahamonde [fɾanˈθisko ˈfɾaŋko]; 4 декабря 1892[…], Ферроль, Галисия — 20 ноября 1975[…], Мадрид) — испанский военный и государственный деятель, диктатор, глава Испанского государства в 1939—1975 годах, неофициально носил титул каудильо. Генералиссимус.
Был одним из организаторов военного переворота 1936 года, который привёл к кровопролитной гражданской войне между республиканцами и националистами. Возглавив националистические силы, после победы в войне получил полный контроль над страной, установив правый авторитарный режим, известный как Франкистская Испания, охарактеризованный самим Франко как тоталитарное государство. Одновременно совмещая функции главы государства, главы правительства и верховного главнокомандующего, носил титул Каудильо, означающий «вождь», или «предводитель». Социально-экономическая политика режима Франко («интегральный национализм») базировалась на четырёх основных элементах — контролируемой экономике, автаркии, корпоративизме и социальной «гармонизации».

## Детство
Родился 4 декабря 1892 года в доме № 108 по улице Фрутос Сааведра в галисийском городе Ферроле, провинции Ла-Корунья, где исторически находится одна из основных военно-морских баз Испании. 17 декабря он был крещён в воинской церкви Святого Франциска. Он был назван Франсиско в честь деда по отцу, Эрменхильдо — в честь бабушки по отцу и крёстной матери, Паулино — в честь крёстного, и Теодуло, поскольку его крестили в день святого Феодула.
Отец Франсиско Франко — потомственный офицер флота Николас Франко-и-Сальгадо-Араухо (1855—1942), мать — Мария дель Пилар Баамонде-и-Пардо де Андраде (1865—1934) приходилась потомком Педро Фернандесу де Кастро — седьмому графу Лемосу. Дед и отец Франсиско служили на административных должностях во флоте и оба имели звание «интенданте-хенераль», равное армейскому званию бригадного генерала. У Николаса Франко и Марии дель Пилар было в общей сложности пятеро детей — Николас (1891—1977), Франсиско, Рамон (1896—1938), Пилар (1894—1989) и Пас (1898—1903). В 1907 году, когда Франсиско было 15 лет, отец фактически ушёл из семьи и жил в Мадриде с другой женщиной до своей смерти.
Франсиско имел рост 164 см и высокий голос, отчего всю жизнь имел прозвище «Франкито» (исп. Franquito).

## Франко в молодые годы

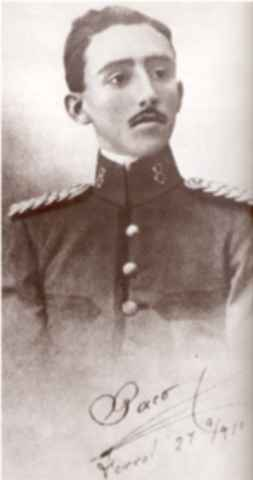
Молодой Франсиско Франко в униформе. 1910 год

Окончив военно-морскую школу в 14 лет, первоначально собирался последовать семейной традиции и стать военным моряком, но поражение Испании в испано-американской войне 1898 года привело к тому, что количество вакансий значительно уменьшилось. В 1907 году Франко поступил в Пехотную академию в Толедо.
В 1910 году был выпущен из академии в звании прапорщика (alférez) (251-м из 312 учащихся) и провёл два года в тихом испанском гарнизоне в своём родном городе Ферроль, но при первой возможности отправился служить в Испанское Марокко. Только служба в этом новом испанском африканском протекторате давала возможность получить боевой опыт в условиях жестокой войны в пустыне и сделать военную карьеру.
Франко быстро заработал репутацию хорошего офицера. Он провёл в Марокко около одиннадцати лет, служа с апреля 1913 года (по собственной просьбе) в Regulares Indígenas (туземных регулярных войсках, полку мавританских наёмников), а потом в Испанском иностранном легионе. С февраля 1912 по 1916 год и с 1920 по 1926 год принимал участие в войне против рифских кабилов, пройдя путь от прапорщика до генерала (13 июня 1913 — поручик (teniente), 1 февраля 1914 — капитан, 28 февраля 1917 — майор, 8 июня 1923 — подполковник, 7 февраля 1925 — полковник, 3 февраля 1926 — бригадный генерал). 12 октября 1913 получил свой первый орден, Крест военных заслуг.
После тяжёлого ранения в 1916 году в возрасте 23 лет стал самым молодым майором (Comandante) в испанской армии, а в 33-летнем возрасте — самым молодым генералом.
С весны 1917 года служил в гарнизоне Овьедо. В августе 1917 года принял активное участие в жестоком подавлении шахтёрских волнений в Астурии.
Под влиянием фигуры основателя Испанского Легиона Хосе Мильяна Астрая, который взял Ф. Франко под свою опеку, в 1920 году вернулся в Африку в должности командира батальона. Части Легиона отличались железной дисциплиной, исполнительностью в бою и жестокостью наказаний против гражданского населения и пленных (в частности, практиковались обезглавливание заключённых и демонстрация их отрубленных голов в качестве трофеев). Именно тогда сложился сплочённый круг военных, воевавших в Африке (Хосе Санхурхо, Эмилио Мола, Мануэль Годед, Луис Оргас, Хуан Ягуэ, Хосе Энрике Варела и Ф. Франко), который потом определяюще влиял на армию и государство.
В ходе боёв июля-августа 1921 года испанские войска потерпели жестокое поражение, включая Испанский Легион. В 1922 году Ф. Франко (с помощью журналиста) написал и издал книгу о боевых действиях.
В сентябре 1925 года в ходе сражения за порт Эль-Хосейма геройски проявил себя, за что был повышен до бригадного генерала.
По возвращении в Испанию в 1926 году Ф. Франко назначают командующим пехотной бригадой в Мадриде, а в январе 1928 года — первым главой вновь созданной Военной академии в Сарагосе.

## Политическая обстановка
В воскресенье 12 апреля 1931 года по всей стране прошли муниципальные выборы, победителем в которых стала коалиция республиканской и Испанской социалистической рабочей партий, чьи кандидаты победили в 41-й из 50 столиц провинций, а монархисты в оставшихся девяти. Хотя выборы носили местный характер, они были восприняты как плебисцит об Испанской монархии. В ночь на 14 апреля 1931 года испанский король Альфонсо XIII в собственном вагоне оставил Мадрид, не отрёкшись от престола. В тот же день в Испании была провозглашена Вторая Испанская Республика.
Франко в это время не вмешивался в политику, публично заявляя о своей нейтральности. 15 апреля 1931 года он выступил перед слушателями Военной академии в Сарагосе и заявил: «Итак, поскольку провозглашена республика и верховная власть находится в руках временного правительства, мы обязаны соблюдать дисциплину и сплотить свои ряды, с тем чтобы сохранить мир и помочь нации двинуться по верному пути». Однако симпатий новая власть у него не вызывала, учитывая и то, что академия в Сарагосе была закрыта и 8 месяцев Ф. Франко был не у дел.

5 февраля 1932 года он был назначен командиром 15-й Галисийской пехотной бригады в Ла-Корунье. В феврале 1933 года министр обороны и будущий президент страны Мануэль Асанья-и-Диас направил его командующим гарнизоном Балеарских островов.
В течение первых двух лет республики после парламентских выборов 1931 года у власти были в основном левые партии, проводившие военную и аграрную реформы, секуляризацию образования и социальные преобразования (введено трудовое законодательство на селе, минимальная оплата труда трудящихся, арбитражные суды по производственным конфликтам, 8-часовой рабочий день, обязательная оплата сверхурочной работы, страхование от несчастных случаев и пособие по беременности). Кроме того, были проведены антиклерикальные реформы, ликвидирован конкордат с католической церковью 1851 года, католицизм перестал быть государственной религией, любые выплаты духовному сословию были приостановлены на двухлетний период, орден иезуитов вновь запрещён, широко распространённая система церковного образования расформирована, облегчена процедура развода, принят закон о конфискации церковных земель и части недвижимости.
Влиятельные в стране церковные круги, консервативная часть общества и большинство офицерства возражали против этих реформ. Общество стремительно политизировалось и радикализировалось. Забастовки, покушения, сопровождавшиеся бомбометанием, и кровавая смута в деревне, за которой стояла «Federación Anarquista Ibérica» (FAI) — «Федерация анархистов Иберии» (ФАИ), выдвигавшая лозунги «свободного коммунизма», привели к смене правительства.
В 1933 году после парламентских выборов к власти пришли правые партии, остановившие реформы. После «двух красных лет» начались «два чёрных года» республики. В результате в стране начали активно формироваться многочисленные полувоенные организации различных политических оттенков, от анархистов и коммунистов до националистической «Испанской фаланги». В 1934 году в Астурии вспыхнуло восстание, возглавляемое социалистами и анархистами, в подавлении которого принимал участие Франко, получивший в марте звание дивизионного генерала.
В феврале 1935 года Ф. Франко стал главнокомандующим в Испанском Марокко, но спустя 3 месяца возвратился в Мадрид, чтобы занять пост главы Генерального штаба вооружённых сил Испании.
В феврале 1936 года на выборах победили партии «Народного фронта», в который входили социалисты, коммунисты, анархисты и леволиберальные партии. Уже тогда Ф. Франко и его соратник Мануэль Годед обратились к президенту страны Нисето Алькала Самора с предложением признать итоги выборов недействительными и не допустить победу левых. Однако президент и премьер-министр на это не решились. Франко был переведён на Канарские острова. В течение нескольких последующих месяцев правительство всё более и более радикализировалось, раскол в обществе углублялся, участились насилие и террористические акты.

## Борьба за власть

Генерал Ф. Франко на военном параде в 1937 году

Листовка от имени Франко к бойцам Интербригад, написанная русской дореформенной орфографией. 1937 год

23 июня 1936 года Франко, явно не убеждённый в успехе путча 17—18 июля, написал главе правительства письмо с двусмысленными намёками на скорое выступление военных и просьбой о своём обратном переводе в континентальную Испанию. Однако Сантьяго Касарес Кирога не придавал сведениям о подготовке мятежа значения, и это письмо проигнорировал.
16 июля в Испанском Марокко начался мятеж в «туземных» частях и Испанском легионе, который в следующий день перерос в мятеж в разных районах Испании и её колоний. Путчисты распространяли обращение Франко, который в это время руководил мятежом на Канарских островах. В обращении, выдержанном в демократической риторике, ни слова не было об установлении военной диктатуры, говорилось лишь о необходимости борьбы с анархией и установления порядка в Испании.

Военные подняли восстание в некоторых крупных городах Испании, но в большинстве, включая Мадрид, Бильбао и Барселону, оно было быстро подавлено. В результате быстрой победы не вышло. Обе стороны начали массовые расстрелы своих идеологических противников.
18 июля 1936 года началась Гражданская война в Испании.
18—19 июля английские лётчики (Бебб и Поллард) на английском самолёте De Havilland Dragon Rapide перевезли Франко с Канарских островов в Тетуан.
Первоначально лидером мятежников был не Франко, а генерал Хосе Санхурхо, находившийся в изгнании в Португалии. Но сразу же после начала мятежа он погиб в авиакатастрофе, направляясь на территорию, занятую националистами (так называли мятежников лояльные им силы). 29 сентября 1936 года состоялись выборы нового руководителя среди генералитета, на которых победил Франко — он не был в отличие от других генералов ни фалангистом, ни монархистом, ни правым республиканцем. Ему был присвоен чин генералиссимуса и титул каудильо (вождя). Франко быстро установил связь с нацистской Германией и фашистской Италией. Гитлер и Муссолини, рассчитывая сделать Франко своей марионеткой, начали поставлять ему оружие. В конце 1936 года на стороне националистов стали сражаться немецкий авиационный «Легион Кондор» и итальянский пехотный «Корпус добровольческих сил». Помимо них, на стороне Франко воевали добровольцы из Ирландии, Португалии и из числа российских белоэмигрантов. На стороне же Республики воевали коммунисты, анархисты и социалисты со всего мира.
Испания Франко стала напоминать фашистские страны — были введены нацистский девиз «один вождь, одно государство, один народ» и «римское приветствие» — вскидывание вперёд и вверх правой руки с открытой ладонью, единственной разрешённой партией стала Испанская Традиционалистская Фаланга СНСН.
Пропаганда одной стороны представляла эту войну как «борьбу с силами фашизма и реакции», с другой стороны война виделась как «крестовый поход против красных орд».
В итоге, начиная с лета 1937 года, националисты стали выигрывать одну битву за другой, ими были заняты Северная Испания, Андалусия, Арагон, Каталония.
1 апреля 1939 года радио Бургоса передало сообщение, распространённое позднее всеми газетами франкистской зоны: «На сегодняшний день армия красных пленена и разоружена, национальные силы овладевают последними военными объектами. Война закончена. Бургос 1 апреля 1939 года — года победы. Генералиссимус Франко».
С 1939 года в Испании установилась диктатура Франко, просуществовавшая до ноября 1975 года. Вторая испанская республика пала.
Гражданская война обошлась Испании в 450 тысяч погибших (1,8 % довоенного населения). По приблизительным подсчётам, погибло 320 тысяч сторонников республики и 130 тысяч националистов. Каждый пятый погибший стал жертвой не собственно военных действий, а политических репрессий по обе стороны фронта. По окончании войны страну покинули более 600 тысяч испанцев, среди них было немало интеллектуалов, таких как художник Пабло Пикассо и философ-публицист Хосе Ортега-и-Гассет.
В преддверии Второй мировой войны Франко предпочитал оставаться нейтральным по отношению к западным странам.

## Годы Второй мировой войны

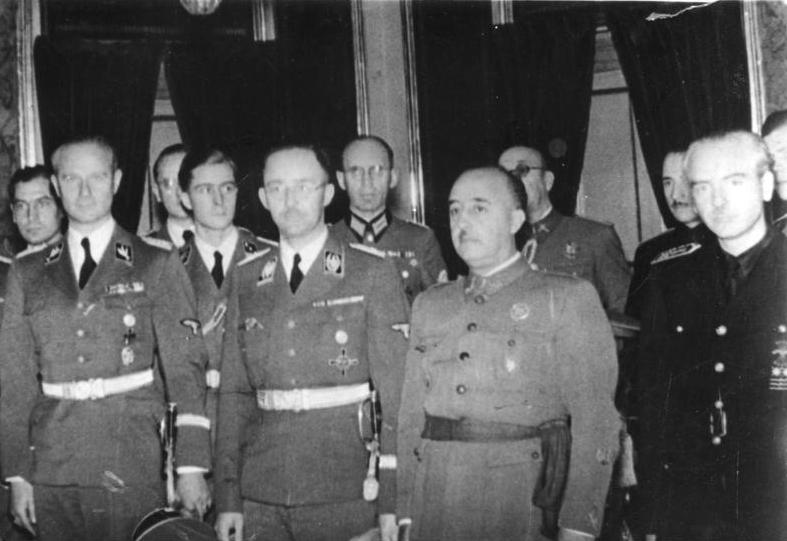
Франко принимает германскую делегацию во главе с Генрихом Гиммлером

Италия с Германией в результате получили не так уж много дивидендов. Конечно, они избавились от угрозы получить коммунистическое государство в Западной Европе, а также получили ценный боевой опыт для ряда соединений, но Испания не вошла в «страны Оси» и на протяжении Второй мировой войны оставалась по большей части нейтральной (за исключением посылки «Голубой дивизии» на Восточный фронт). По словам Франко немецкому послу в Испании Дикхофу, «такая осторожная политика отвечает не только интересам Испании, но и интересам Германии. Нейтральная Испания, поставляющая Германии вольфрам и другие продукты, в настоящее время нужнее Германии, чем вовлечённая в войну». Формируя «Голубую дивизию», Франко одновременно и помогал Гитлеру, и избавлялся от наиболее радикальной части военных.
В ходе личной (единственной) встречи с Гитлером 23 октября 1940 г. на французско-испанской границе в Эндее Франко отказался участвовать в плане по захвату Гибралтара, потребовав более выгодных условий соглашения. В мемуарах Ганс Баур писал:
Вполне очевидно, что в то время Гитлером овладела мысль убедить Франко позволить немцам напасть на Гибралтар. Франко прекрасно знал о том, какое важное значение имел Гибралтар и контроль над входом в Средиземное море для германских сил, занятых операциями в Африке. Естественно, Гитлер обещал вернуть Гибралтар Испании и дал ясно понять Франко, что тот «раз и навсегда освободится от англичан». Однако Франко сильно его разочаровал. Глава испанского государства твёрдо ему отказал. Гитлер прокомментировал это так: «Франко – неблагодарный негодяй. У него манеры сержанта!»
Во время беседы между Франко и новым послом США в Испании Карлтоном Хейсом 9 июня 1942 года последний спросил, может ли Франко спокойно относиться к такой перспективе, как господство на всём континенте нацистской Германии с её фанатическим расизмом и антихристианским язычеством. Франко ответил, что это не совсем приятная перспектива для него самого и для Испании, но он надеется, что Германия сможет пойти на какие-то уступки западным державам и установить какого-либо вида «баланс сил» в Европе. «Франко настаивал, что опасность для Европы и Испании исходит не столько от нацистской Германии, сколько от советского коммунизма. Испания не столько желает победы оси, сколько поражения СССР».
В результате после окончания Второй мировой войны франкистский режим не пал, используя выгоды от начавшейся холодной войны, хотя одно время, под влиянием США и СССР, находился в международной изоляции.
Под давлением международного сообщества, особенно усилившегося после самоубийства известного интеллектуала Вальтера Беньямина, которому было отказано в выезде через Испанию в США, Франко не только закрывал глаза на то, что испанские пограничники за взятки пропускали на территорию Испании евреев, бежавших из оккупированных стран, но и отказывался принять антисемитское законодательство. По этой причине историография современного Израиля относится к нему снисходительно, несмотря на его сотрудничество с Гитлером. Помимо евреев, на территории Испании спасались сбитые над Францией и сумевшие перейти Пиренеи лётчики антигитлеровской коалиции. Терпимость режима Франко к ним доходила до того, что им даже не мешали за свои деньги фрахтовать суда и отправляться на территории, подконтрольные западным союзникам.

## Послевоенное время

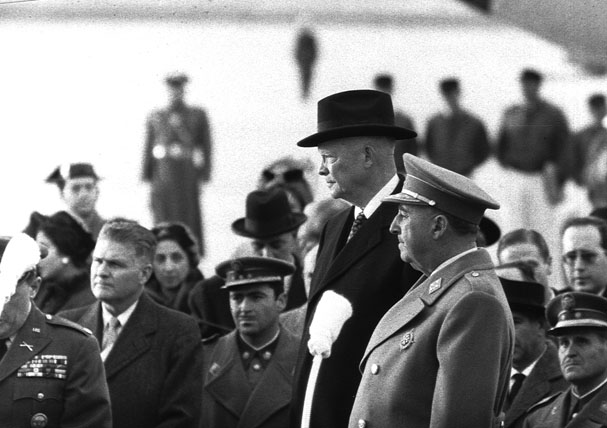
Франсиско Франко и президент США Дуайт Эйзенхауэр, 1959

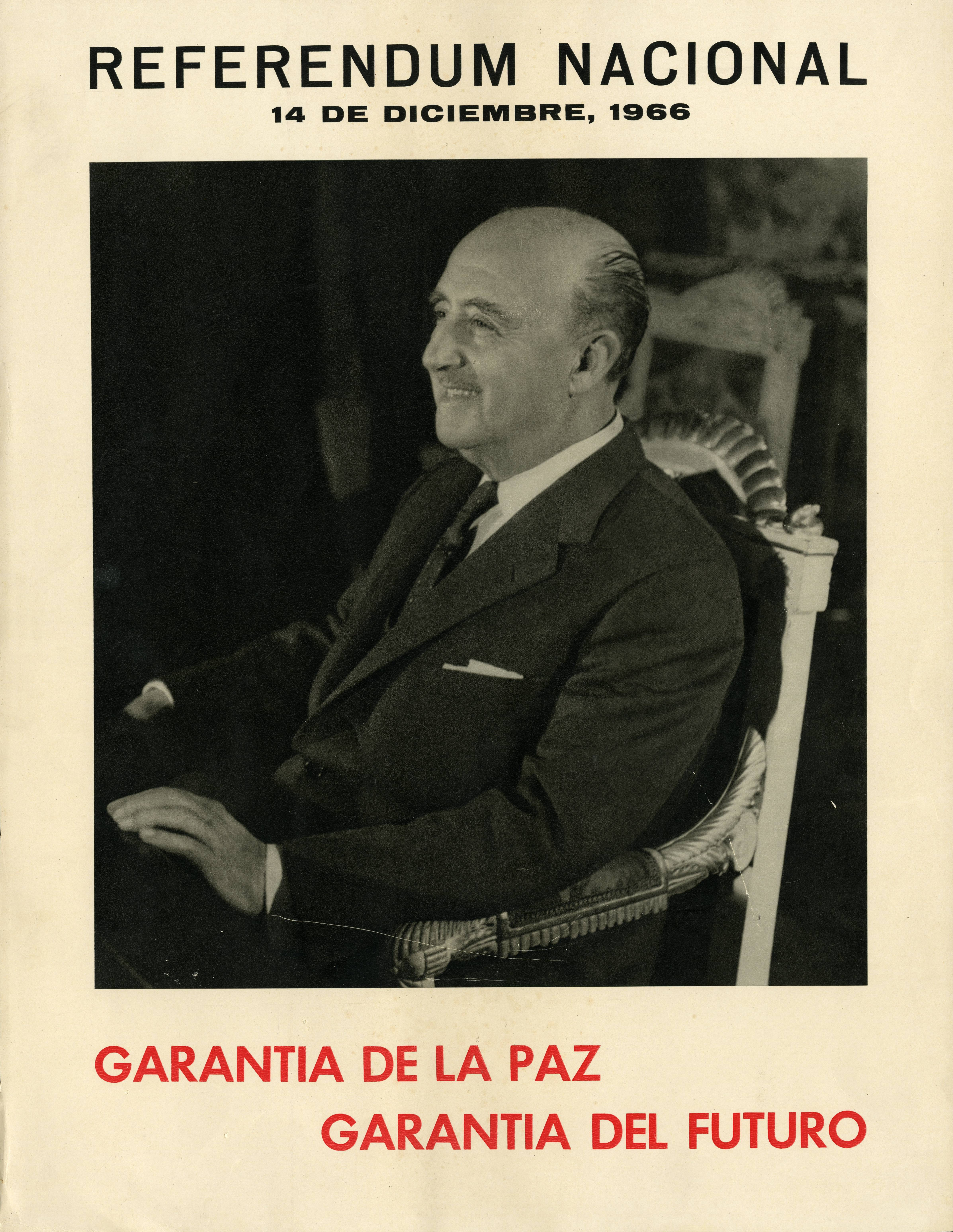
Плакат, призывающий к участию в Конституционный референдум в Испании

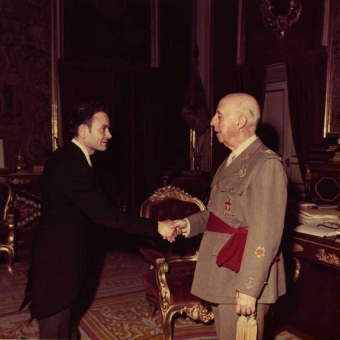
Франко принимает посетителей во дворце Эль-Пардо, 1972 год

После начала холодной войны в начале 1950-х годов последовала волна дипломатических признаний Испании. Уже в ходе Второй мировой войны Франко начал ограничивать влияние Испанской Традиционалистской Фаланги, а после неё партия в основном занималась социальной работой, позже партия стала называться Национальным движением.
По инициативе Франко был возведён памятник — Долина Павших, посвящённый погибшим в гражданскую войну (Valle de los Caídos), в котором, помимо Франко, захоронены тела более 33 700 человек, погибших в гражданской войне с обеих сторон. Монументальный комплекс был построен в основном силами заключённых республиканцев, причём тела погибших республиканцев были там погребены без ведома их семей.
Репрессии против политических противников (к ним относились коммунисты, социалисты, анархисты, республиканцы и сепаратисты из Каталонии и Страны Басков) продолжались вплоть до са́мой смерти Франко. Так, в 1974 году сильный международный резонанс вызвала казнь каталонского анархиста Сальвадора Пуча Антика посредством гарроты по приговору франкистского суда. За два месяца до своей смерти Франко подписал смертный приговор пяти политическим заключённым-террористам, о помиловании которых просили главы правительств многих стран, включая римского папу Павла VI. 15 европейских государств отозвали своих послов из Испании, а их жители провели многолюдные демонстрации протеста против готовящихся казней. Но, несмотря ни на что, 27 сентября 1975 года боевики были расстреляны. В то же время Франко дал прибежище многим беглым нацистам и их пособникам, в частности — лидеру хорватских усташей Анте Павеличу, румынских железногвардейцев Хории Симе, бельгийских рексистов Леону Дегрелю, диверсанту Отто Скорцени.
В послевоенное время наладились отношения с Западным миром, что положительно повлияло на экономическую ситуацию. В 1953 г. Испанию посетил президент США Дуайт Эйзенхауэр, итогом этого визита стало подписание «Мадридского пакта» по которому США предоставляли экономическую помощь Испании, взамен на создание военных баз на её территории. В Испанию хлынул поток иностранных инвестиций, экономика стала развиваться очень быстрыми темпами. С середины 1950-х годов началось «испанское экономическое чудо», выведшее Испанию из состояния одной из беднейших стран Европы на уровень вполне развитой европейской страны. В 1959 году был принят стабилизационный план, направленный на либерализацию экономики страны.
Многие министры-технократы были членами католической организации Opus Dei. В конце 1960-х годов в Испании начались политические реформы, был принят закон о прессе и разрешены забастовки неполитического характера, расширено местное самоуправление, принято несколько конституционных законов, расширивших права граждан.
Мировые державы содействовали сохранению status quo в Испании. Существующий режим устраивал западные державы, хотя бы потому, что с Испании снималась «коммунистическая» угроза, что для Запада было намного страшнее, чем диктаторский режим.

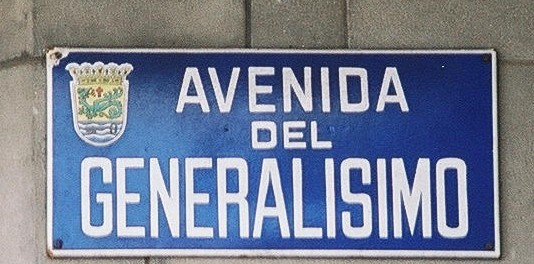
Табличка на проспекте Генералиссимуса в Ла-Корунье, 2004

С 1947 года Испания считалась королевством, но престол был вакантен. 22 июля 1969 года Франко принял решение, что королём после его смерти должен стать принц Хуан Карлос, внук свергнутого короля Альфонсо XIII, что и произошло. Король Испании Хуан Карлос I завершил процесс превращения страны из авторитарной в демократическую.
8 июня 1973 года Франко ушёл с должности главы правительства, доверив этот пост неофранкистскому адмиралу Луису Карреро Бланко, который был убит в том же году террористами ЭТА.
После ухода с должности главы правительства каудильо находился на лечении. В последние годы жизни он страдал болезнью Паркинсона. Его агония была долгой и болезненной. В последний месяц жизни он перенёс 2 инфаркта, ампутацию двух третей желудка, операцию по поводу острого перитонита. 20 ноября 1975 года — в годовщину расстрела Хосе Антонио Примо де Риверы — Франсиско Франко скончался. О его смерти было объявлено только на следующее утро.
Архивы, содержащие сведения о политических заключённых, было приказано уничтожить, но они были сохранены гражданскими служащими на свой страх и риск.

## Семья, личная жизнь
У Франсиско было два брата — старший Николас, офицер флота, и младший Рамон, авиатор (погиб в 1938 году во время боевого вылета), а также две сестры — Мария дель Пилар и Мария-де-ла-Пас, с которыми он провёл всё своё детство.
Жена — Кармен Поло (1900—1988). В браке с 1923 года. После смерти Франко получила титул герцогини.

Единственная дочь — Мария дель Ка́рмен (1926—2017), вышла замуж за маркиза Вильяверде Кристобаля Мартинеса-Бордью, известного хирурга (кроме прочего, он возглавлял врачей, осуществлявших лечение тестя), в браке с которым родилось три сына и четыре дочери.
Внуки:
- Мария дель Кармен Мартинес-Бордью и Франко (род. 26 февраля 1951 года), была замужем за принцем Альфонсо де Бурбоном (1936—1989)
- Мария де ла О (Мариола) Мартинес-Бордью и Франко (род. 19 ноября 1952 года)
- Дон Франсиско Франко и Мартинес-Бордью, 2-й гранд (сеньор де) Меирас и 11-й маркиз де Вильяверде (род. 9 декабря 1954 года)
- Мария дель Мар (Мэрри) Мартинес-Бордью и Франко (род. 6 июля 1956 года)
- Хосе Кристобаль Мартинес-Бордью и Франко (род. 10 февраля 1958 года)
- Мария де Ара́нсасу (Arantxa) (род. 16 сентября 1962 года)
- Хайме Фелипе Мартинес-Бордью и Франко (род. 8 июля 1964 года)

Двоюродный брат диктатора, майор Рикардо де ла Пуэнте Баамонде, во время путча остался верен правительственным войскам. Находясь в Марокко, он защищал от мятежников аэродром Тетуан, был взят ими в плен, осуждён военным трибуналом и казнён (сам Франко, чтобы не брать на себя ответственность за его смерть, на короткое время сложил с себя полномочия командующего).

## Пристрастия и увлечения
Франсиско Франко был автором двух книг (в 1922 году — «Дневник одного подразделения», о службе в Испанском иностранном легионе, и в 1940 году, под псевдонимом Хайме де Андраде — «Порода», беллетризированная семейная хроника), а также ряда статей, обличающих масонство, изданные под псевдонимом Хаким Бор.
Франко любил кино, но не жаловал литературу. В его обширной резиденции как главы государства в мадридском дворце Эль-Пардо не была предусмотрена библиотека, зато имелся великолепно оснащённый кинозал. Ещё одним увлечением Франко были рыбная ловля и охота.
Считается, что Франко также был покровителем футбольного клуба «Реал Мадрид». При нём 13 июня 1943 «Реал» одержал крупнейшую в своей истории победу над «Барселоной» со счётом 11:4, однако и по сей день остаётся открытым вопрос, действительно ли ставленники Франко заставили каталонцев проиграть матч под страхом смерти.

## Место захоронения

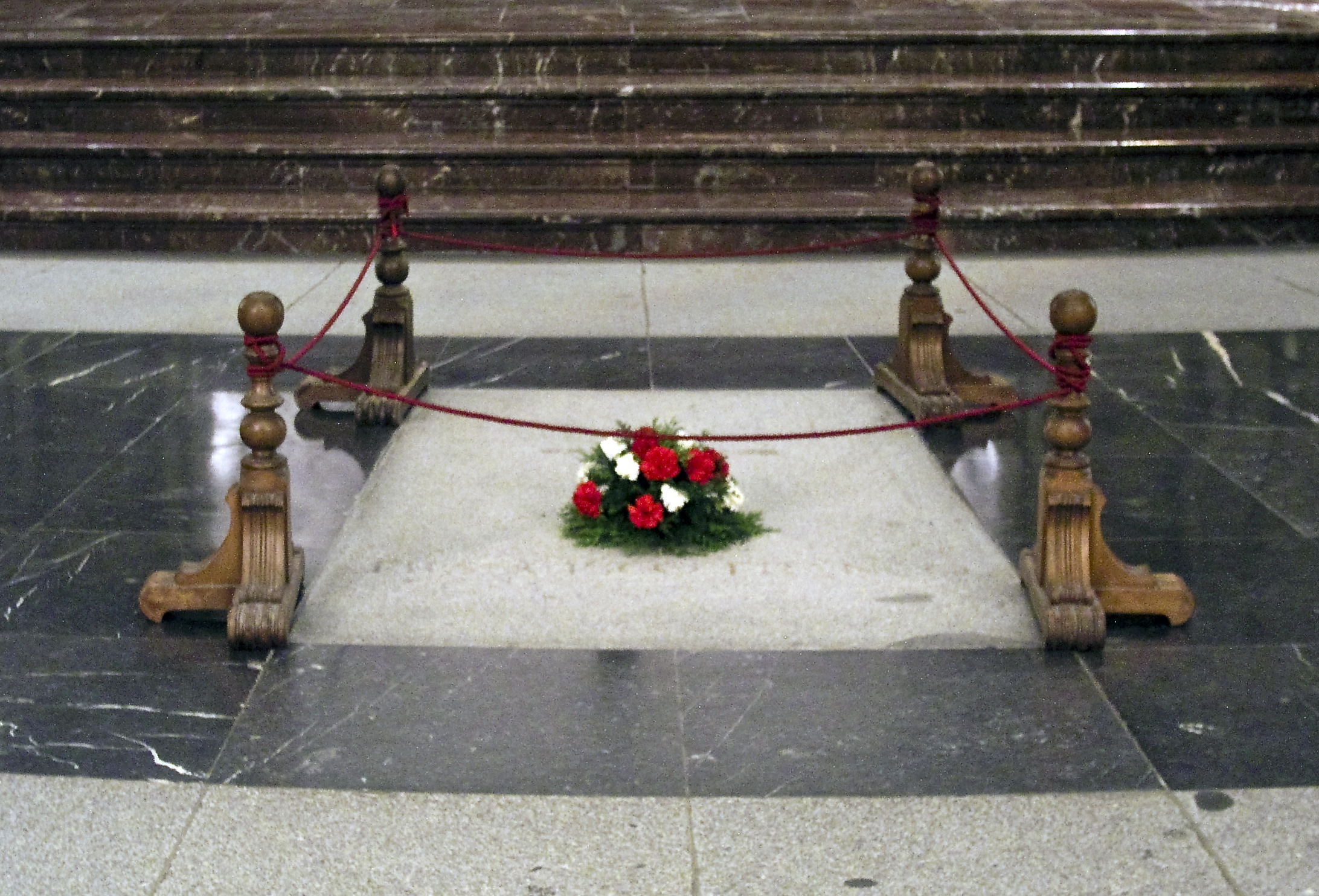
Первоначальная могила Франко в базилике Долины Павших. 2005 год

Первоначально был похоронен в Долине Павших недалеко от Мадрида. Эксгумирован 24 октября 2019 года. Перезахоронен на кладбище Мингоррубио в районе Эль-Пардо, входящем в муниципалитет Мадрид. Здесь покоится супруга диктатора Кармен Поло.
В 2006 году Парламентская ассамблея Совета Европы строго осудила многочисленные и грубые нарушения прав человека франкистским режимом в 1939—1975 годах.
В 2007 году, когда у социалистов было устойчивое большинство в парламенте, был принят закон «Об исторической памяти», в котором Долина Павших определялась как памятник жертвам франкизма. Однако реализация этого закона застопорилась после потери социалистами парламентского большинства. В 2013 году Испанская социалистическая рабочая партия выступила с предложением перенести могилы Франко и Примо де Риверы из Долины Павших в другое место, а само кладбище сделать мемориалом в память о погибших в годы правления Франко. По данным соцопросов, в 2013 году за перенос останков Франко были чуть больше половины граждан страны.
Утром 24 октября 2019 года останки Франко были вынесены из базилики и доставлены на вертолёте на муниципальное кладбище в районе Эль-Пардо на севере Мадрида, где они были перезахоронены рядом с могилой его жены. На эксгумации присутствовали министр юстиции Испании, судмедэксперт, священник и 22 потомка Франко.

## Труды
Публикации на русском языке
- Франко Ф. Масонство / Пер. с исп. А. М. Иванова; Предисл/ и комм. П. В. Тулаева. — М.: Форт-Профи, 2008. — 304 с. — 1500 экз. — ISBN 978-5-902825-11-1.

## Память
- Памятник Франко расположен в городе Санта-Крус-де-Тенерифе (Канарские острова, Испания).
- Статуя Франсиско Франко в Мелилье.

## Киновоплощение
- 1953 — «Солдат Победы». В роли Франсиско Франко — Адам Циприан
- 2016 — «Королева Испании». В роли Карлом Аресес.
- 2019 — «Пока идёт война» / Mientras dure la guerra. В роли Санти Прего.